# Annone di Brianza
Annone di Brianza é uma comuna italiana da região da Lombardia, província de Lecco, com cerca de 2.000 habitantes. Estende-se por uma área de 5 km², tendo uma densidade populacional de 400 hab/km². Faz fronteira com Bosisio Parini, Cesana Brianza, Civate, Galbiate, Molteno, Oggiono, Suello.

## Demografia
| Variação demográfica do município entre 1861 e 2011                               |
|                                                                                   |
| Fonte: Istituto Nazionale di Statistica (ISTAT) - Elaboração gráfica da Wikipedia |